# Mattjs Branderhorst
Mattjs Branderhorst (Tiel, 31 dicembre 1993) è un calciatore olandese, portiere del Fortuna Sittard in prestito dall'Utrecht.

## Carriera
È cresciuto nelle giovanili del Willem II.
Il 27 giugno 2023 viene acquistato dall'Utrecht.
Il 24 luglio 2024 viene ceduto in prestito al Fortuna Sittard.

## Statistiche

### Presenze e reti nei club
Statistiche aggiornate al 16 gennaio 2018.
| Stagione        | Squadra         | Campionato      | Campionato | Campionato | Coppe nazionali | Coppe nazionali | Coppe nazionali | Coppe continentali | Coppe continentali | Coppe continentali | Altre coppe | Altre coppe | Altre coppe | Totale | Totale | Totale |
| Stagione        | Squadra         | Comp            | Pres       | Reti       | Comp            | Pres            | Reti            | Comp               | Pres               | Reti               | Comp        | Pres        | Reti        | Pres   | Reti   |        |
| --------------- | --------------- | --------------- | ---------- | ---------- | --------------- | --------------- | --------------- | ------------------ | ------------------ | ------------------ | ----------- | ----------- | ----------- | ------ | ------ | ------ |
| 2015-2016       | MVV             | EED             | 5          | -5         | CO              | 1               | -1              |                    | -                  | -                  |             | -           | -           | 6      | -6     |        |
| 2016-2017       | Willem II       | ERE             | 0          | 0          | CO              | 0               | 0               |                    | -                  | -                  |             | -           | -           | 0      | 0      |        |
| 2017-2018       | Willem II       | ERE             | 11         | -22        | CO              | 2               | -1              |                    | -                  | -                  |             | -           | -           | 13     | -23    |        |
| Totale Carriera | Totale Carriera | Totale Carriera | 16         | -27        |                 | 3               | -2              |                    | -                  | -                  |             | -           | -           | 19     | -29    |        |

## Palmarès
- Eerste Divisie: 1

Willem II: 2013-2014